# Typhlocharis
Typhlocharis is een geslacht van kevers uit de familie van de loopkevers (Carabidae). De wetenschappelijke naam van het geslacht is voor het eerst geldig gepubliceerd in 1869 door Dieck.

## Soorten
Het geslacht Typhlocharis omvat de volgende soorten:
- Typhlocharis aguirrei Zaballos & Banda, 2001
- Typhlocharis algarvensis Coiffait, 1971
- Typhlocharis armata Coiffait, 1969
- Typhlocharis atienzai Zaballos & Ruiz-Tapiador, 1997
- Typhlocharis baetica Ehlers, 1883
- Typhlocharis bazi Ortuno, 2000
- Typhlocharis belenae Zaballos, 1983
- Typhlocharis besucheti Vigna Taglianti, 1972
- Typhlocharis bivari A. Serrano & Aguiar, 2006
- Typhlocharis bullaquensis Zaballos & Ruiz-Tapiador, 1997
- Typhlocharis carinata A. Serrano & Aguiar, 2006
- Typhlocharis carmenae Zaballos & Ruiz-Tapiador, 1995
- Typhlocharis carpetana Zaballos, 1989
- Typhlocharis deferreri Zaballos & Perez-Gonzalez, 2011
- Typhlocharis diecki Ehlers, 1883
- Typhlocharis elenae A. Serrano & Aguiar, 2002
- Typhlocharis estrellae Zaballos & Ruiz-Tapiador, 1997
- Typhlocharis fancelloi Magrini, 2000
- Typhlocharis farinosae Zaballos & Ruiz-Tapiador, 1997
- Typhlocharis fozcoaensis A. Serrano & Aguiar, 2002
- Typhlocharis furnayulensis Zaballos & Banda, 2001
- Typhlocharis gomesalvesi A. Serrano & Aguiar, 2002
- Typhlocharis gomezi Zaballos, 1992
- Typhlocharis gonzaloi Ortuno, 2005
- Typhlocharis hiekei Zaballos & Farinos, 1995
- Typhlocharis intermedia Zaballos, 1986
- Typhlocharis jeannei Zaballos, 1989
- Typhlocharis josabelae Ortuño & Gilgado, 2011
- Typhlocharis laurentii Magrini, 2000
- Typhlocharis lunai A. Serrano & Aguiar, 2006
- Typhlocharis martini Andujar, Lencina & Serrano, 2008
- Typhlocharis matiasi Zaballos & Banda, 2001
- Typhlocharis millenaria Zaballos & Banda, 2001
- Typhlocharis monastica Zaballos & Wrase, 1998
- Typhlocharis navarica Zaballos & Wrase, 1998
- Typhlocharis outereloi Novoa, 1979
- Typhlocharis pacensis Zaballos & Jeanne, 1987
- Typhlocharis passosi A. Serrano & Aguiar, 2002
- Typhlocharis paulinoi A. Serrano & Aguiar, 2006
- Typhlocharis peregrina Zaballos & Wrase, 1998
- Typhlocharis portilloi Zaballos, 1992
- Typhlocharis prima Perez-Gonzalez & Zaballos, 2013
- Typhlocharis quadridentata Coiffait, 1969
- Typhlocharis quarta Perez-Gonzalez & Zaballos, 2013
- Typhlocharis santschii Nanmand, 1916
- Typhlocharis sarrius A. Serrano & Aguiar, 2001
- Typhlocharis secunda Perez-Gonzalez & Zaballos, 2013
- Typhlocharis silvanoides Dieck, 1869
- Typhlocharis simoni Ganglbauer, 1900
- Typhlocharis singularis A. Serrano & Aguiar, 2000
- Typhlocharis tertia Perez-Gonzalez & Zaballos, 2013
- Typhlocharis toletana Lencina & Andujar, 2010
- Typhlocharis toribioi Ortuno, 1988
- Typhlocharis wrasei Zaballos & Farinos, 1995